# Teramnus repens
Teramnus repens är en ärtväxtart som först beskrevs av Paul Hermann Wilhelm Taubert, och fick sitt nu gällande namn av Baker f.. Teramnus repens ingår i släktet Teramnus och familjen ärtväxter.

## Underarter
Arten delas in i följande underarter:
- T. r. gracilis
- T. r. repens